# 프랭크 클레패키
프랭크 클레패키(Frank Klepacki, 1974년 5월 25일 ~ )는 커맨드 앤 컨커 시리즈로 유명해진 미국의 음악가이자, 비디오 게임 음악 작곡가 그리고 음향 감독이다. 어릴때부터 드럼을 배우기 시작하여, 17살의 나이에 웨스트우드 스튜디오에 작곡가로 합류하게 되었다. 프랭크 클레패키는 웨스트우드에서 로어의 땅, 듄 게임, 카란디아의 전설, 블레이드 러너, 그리고 커맨드 앤 컨커시리즈 같은 여러 게임 시리즈의 음악들을 작곡하였다. 그 중, 그가 작곡한 커맨드 앤 컨커: 레드 얼럿의 게임 음악으로 2개의 상을 수상하였다.
프랭크 클레패키는 라스베이거스에 거주하고 있으며, 그는 라스베이거스에서 몇몇 지역 밴드를 만들며, 솔로 생활을 하였다. 그의 개인적인 작업과 밴드 작업은 오케스트라, 록, 힙합, 솔, 펑크등 다양한 장르를 건드렸다. 그는 이런 합성물을 자신의 "Rocktronic" 앨범에 집어넣었다. 또한 스파이크 TV의 얼티밋 파이터 프로그램등 여럿 미디어에도 참여하였다.
클레패키는 현재 EA에 흡수된 웨스트우드를 떠난 사람들이 만든 페트로글라프 사의 음향감독으로 있으며, "스타워즈: 엠파이어 앳 워"를 작곡하였다. 그러나 프랭크 클레패키는 커맨드 앤 컨커 3: 타이베리움 워의 작곡에 참여하란 제안을 받았으나, 페트로글라프 쪽 일때문에 제안을 사절했다. 그러나 그 후, 프랭크 클레패키는 EA 로스앤젤레스가 만든 커맨드 앤 컨커: 레드얼럿 3에 들어가는 "Hell March 3"을 포함하는 3개의 음악을 작곡하였다.

## 참고 자료
1. ↑  “Yo, Cookie”. 《Las Vegas Life》. 2000년 3월. 2007년 12월 24일에 원본 문서에서 보존된 문서. 2006년 8월 28일에 확인함.
2. ↑  “The Bitters”. 2006년 8월 28일에 확인함.
3. ↑  Frank Klepacki. “COMMENTARY: Creating Rocktronic”. 《frankklepacki.com》. 2007년 4월 22일에 확인함. |work=에 외부 링크가 있음 (도움말)
4. ↑  “MobyGames: Frank Klepacki Rap Sheet”. 《MobyGames》. 2006년 8월 28일에 확인함. |work=에 외부 링크가 있음 (도움말)
5. ↑  “News”. 《frankklepacki.com》. 2006년 6월 5일에 확인함. |work=에 외부 링크가 있음 (도움말)